# Жанну
Жанну (також Kumbhakarna) — вершина в Гімалаях. Розташована на захід від восьмитисячника Канченджанга.
Займає 45-те місце в  списку найвищих вершин світу.
Привертає увагу альпіністів як одна з найкрасивіших і найважчих вершин Гімалаїв.

## Перше сходження
Перше сходження на вершину 28 квітня 1962 р. здійснили французькі альпіністи Робер Параг, Поль Келлар, Рене Дезмезон і шерпа Гуальзен Мітчу. 29 квітня на вершину зійшли: Жан Равье, Ліонель Террай і шерпа Вангді. Вони проклали маршрут по льодовику Йаматарі з півдня від гори, через плато, зване Трон (Thron).

## Маршрути з півночі
З півночі схили вершини являють собою 3-кілометрові стіни, дуже важкі для проходження. Протягом певного часу ця стіна являла головну проблему для альпіністів усього світу.
Першими з цього боку зійшли японці в 1976 р. по північно-західній стіні. Їхній маршрут починався в лівій частині стіни і потім виходив на східний гребінь в обхід центральної частини стіни.
У 1989 р. альпініст з  Словенії Tomo Cesen здійснив «соло сходження» по лівій частині стіни, однак існують деякі сумніви щодо цього сходження.
У 2004 р. російськими альпіністами був пройдений важкий маршрут на вершину Жанну по центру північної стіни. Експедицією керував Олександр Одінцов (Санкт-Петербург). Маршрут пройшли і вийшли на вершину:
26 травня 2004 р. Олександр Ручкін (Санкт-Петербург) і Дмитро Павленко (Москва);
28 травня 2004 р. Сергій Борисов (Єкатеринбург), Геннадій Кірієвський (Магнітогорськ) та Микола Тотмянін (Санкт-Петербург).
Успіх експедиції був забезпечений багатьма іншими учасниками експедицій 2003 і 2004 рік рр., яким з різних причин не вдалося пройти маршрут повністю. Дане сходження було відзначено як найкраще сходження року нагородою Золотий льодоруб.
У 2007 р. в альпійському стилі з 14 по 21 жовтня двоє російських альпіністів: Валерій Бабанов і Сергій Кофанов, пройшли дуже складний маршрут на Жанну по північно-західному ребру.

## Фототека

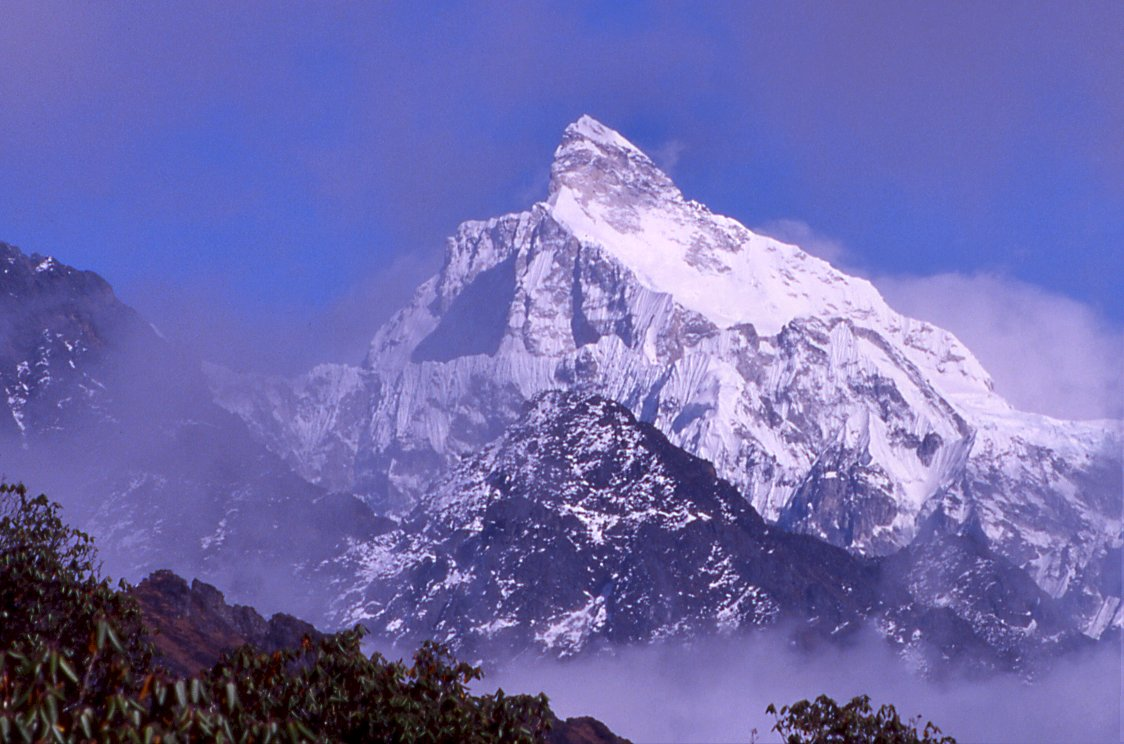
Жанну із заходу
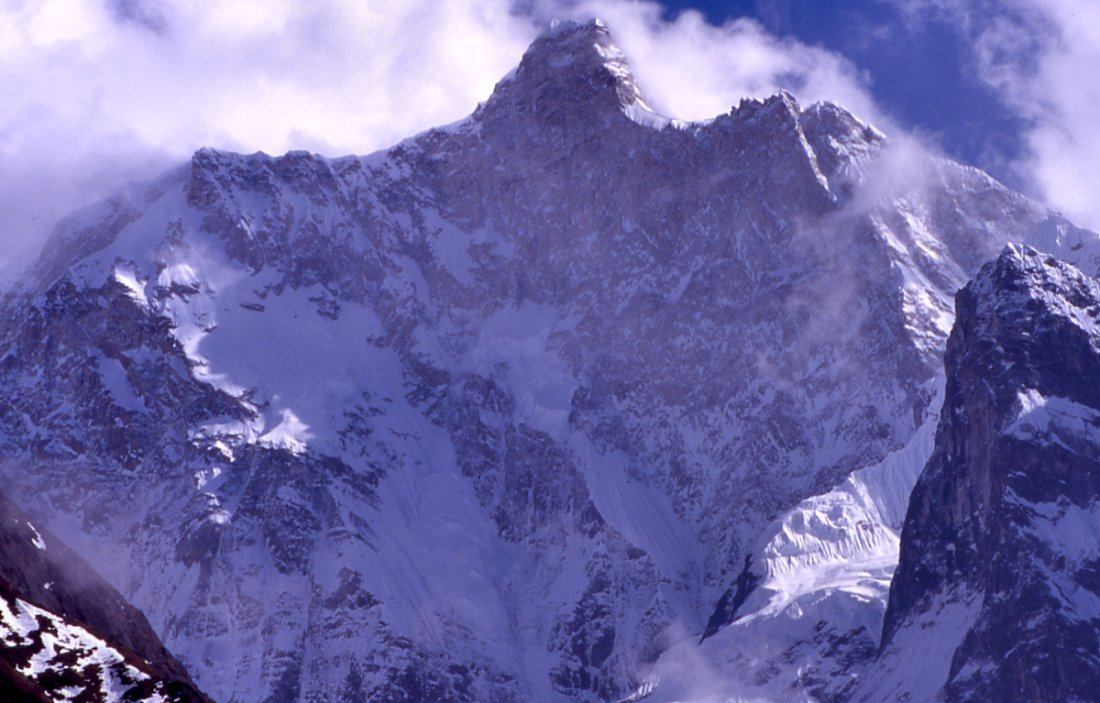
Північна стіна Жанну

## Ресурси Інтернету
- Розповідь про експедицію на Жанну 2007 р. (англ.)
- Журнал ALPIN 1/08, S. 76 (нім.)
- Дотягнутися до небес. Газета «МК в Пітері» 17.09.2004 р. (рос.)